# John Norton (waterpolista)
John Norton   (Nova York, 27 de novembre de 1899 - Lebanon, 24 de novembre de 1987) va ser un waterpolista estatunidenc que va competir durant la dècada de 1920.
Durant la Primera Guerra Mundial va servir a la Guàrdia de Costa dels Estats Units d'Amèrica. Posteriorment, el 1924 va prendre part en els Jocs Olímpics de París, on va disputar la competició de waterpolo, en què guanyà la medalla de bronze.
Guanyà el campionat indoor de waterpolo l'AAU el 1926 i 1928.